# Grace Coolidge
Pour les articles homonymes, voir Coolidge.
Grace Anna Goodhue Coolidge, née le 3 janvier 1879 à Burlington (Vermont) et morte le 8 juillet 1957 à  Plymouth (Vermont), en sa qualité d'épouse du 30e président des États-Unis, Calvin Coolidge, fut la « Première dame » des États-Unis du 3 août 1923 au 4 mars 1929.